# Quilmes AC
Quilmes Atlético Club – jeden z najstarszych klubów piłkarskich Argentyny, grającym obecnie w pierwszej lidze argentyńskiej Primera división argentina.

## Osiągnięcia
- Mistrz Argentyny (2): 1912 (era amatorska), 1978 (Metropolitano)
- Wicemistrz Argentyny (2)[2]: 1895, 1982 (Nacional)
- Mistrz drugiej ligi argentyńskiej (5): 1949, 1961, 1975, 1986/87, 1990/91

## Historia
Klub założony został w roku 1887 w Quilmes przez J.T.Stevensona. Pierwotna nazwa klubu brzmiała Quilmes Rovers Club. W 1900 nazwę klubu zmieniono na Quilmes Athletic Club. Pierwszy skład klubu złożony był wyłącznie z brytyjskich imigrantów:
Fothergil;
Penman (kapitan), Francis;
Tuker, Wilson, Moffat;
Lamont, Muir, Belaumont, Morgan oraz Cladewell.
Swą obecną nazwę klub otrzymał w roku 1950, gdy awansował do pierwszej ligi.
Quilmes zwany jest także El Cervecero z powodu miejscowego browaru Cerveza Quilmes, który jest jednocześnie sponsorem klubu. Klub zdobył mistrzostwo Argentyny w epoce futbolu amatorskiego w roku 1912. Później często grywał w niższych ligach, skutkiem czego uzbierał pięć tytułów mistrza drugiej ligi. W 1978 zdobyli mistrzostwo pierwszej ligi Metropolitano. Rok 1982 to najbardziej kuriozalny sezon w historii klubu - w pierwszej połowie roku wielki sukces w postaci wicemistrzostwa Argentyny Nacional, natomiast w drugiej połowie fatalna postawa w mistrzostwach Metropolitano i po barażowej porażce z Unión Santa Fe Quilmes spadł do drugiej ligi.
Na stulecie istnienia klubu Quilmes przystąpił do budowy nowego stadionu w roku 1987, który nieoficjalnie oddany został do użytku w 1993 roku, a oficjalnie w 25 kwietnia 1995 roku. W roku 1998 został rozbudowany do obecnej pojemności. Poprzedni stadion zburzono.